# Мельник Вадим Васильович
Вади́м Васи́льович Ме́льник (16 травня 1980, Немовичі, Сарненський район, Рівненська область, УРСР, СРСР) — український футболіст, захисник клубу «Десна».

## Біографія
Спочатку грав за свою рідну команду «Сокіл» с. Немовичі. Почав кар'єру в клубі «Верес» з міста Рівне. У команді зіграв 36 матчів та забив 2 голи. На початку 1999 року перейшов до бориспільського «Борисфену». У сезоні 2002/03 разом з командою став срібним призером Першої ліги України та вийшов у Вищу лігу. У Вищій лізі України дебютував 12 липня 2003 року в матчі проти дніпропетровського «Дніпра» (0:2). Всього за «Борисфен» він провів 184 матчі та забив 33 голи.
Навесні 2005 року підписав трирічний контракт з донецьким «Металургом». Його перехід в «Металург» відбувся через те, що «Борисфен» не надав йому житло. Наприкінці серпня 2005 року був відданий в оренду в сімферопольську «Таврію». Після знову грав за «Металург».
З 2008 року по 2010 рік виступав за маріупольський «Іллічівець», в команді нерідко грав як капітан. З 2012 року — капітан чернігівської «Десни», у складі якої став чемпіоном другої ліги. У липні 2013 року включений сайтом UA-Футбол до символічної збірної 3 туру Ліги 1.